# Pod Šibenicí
Pod Šibenicí je přírodní památka asi jeden a půl kilometru severně od města Velvary v okrese Kladno. Správa AOPK Praha. Důvodem ochrany je lokalita slanomilné květeny.

## Poloha
Jedná se o louku na dně mělkého údolí Vranského potoka přibližně mezi silnicemi z Velvar na Miletice a na Černuc; přírodní památka zaujímá levý břeh potoka v délce přes 500 metrů, šířka chráněného území se pohybuje od zhruba 10 metrů v západním cípu po 100 metrů ve východní části.

## Botanika
Ještě v době vyhlášení chráněného území se zde vyskytovaly slanomilné druhy rostlin jako ostřice Otrubova (Carex otrubae), ostřice žitná (Carex secalina), sítina Gerardova (Juncus gerardii) či zeměžluč spanilá (Centaurium pulchellum). V důsledku narušení celkového vodního režimu území (potok dnes probíhá v zahloubeném korytě po jeho okraji a plocha tak vysychá) však tato vegetace postupem času téměř vymizela a louka začala zarůstat rákosem, který je nutno kosit. Na slaništní charakter lokality tak upomíná už jen okrajový výskyt druhů jako mochna husí (Potentilla anserina) či komonice zubatá (Melilotus dentatus). Z dalších mokřadních rostlin stojí za zmínku např. pcháč šedý (Cirsium canum), psárka luční (Alopecurus pratensis) nebo kostival český (Symphytum bohemicum).

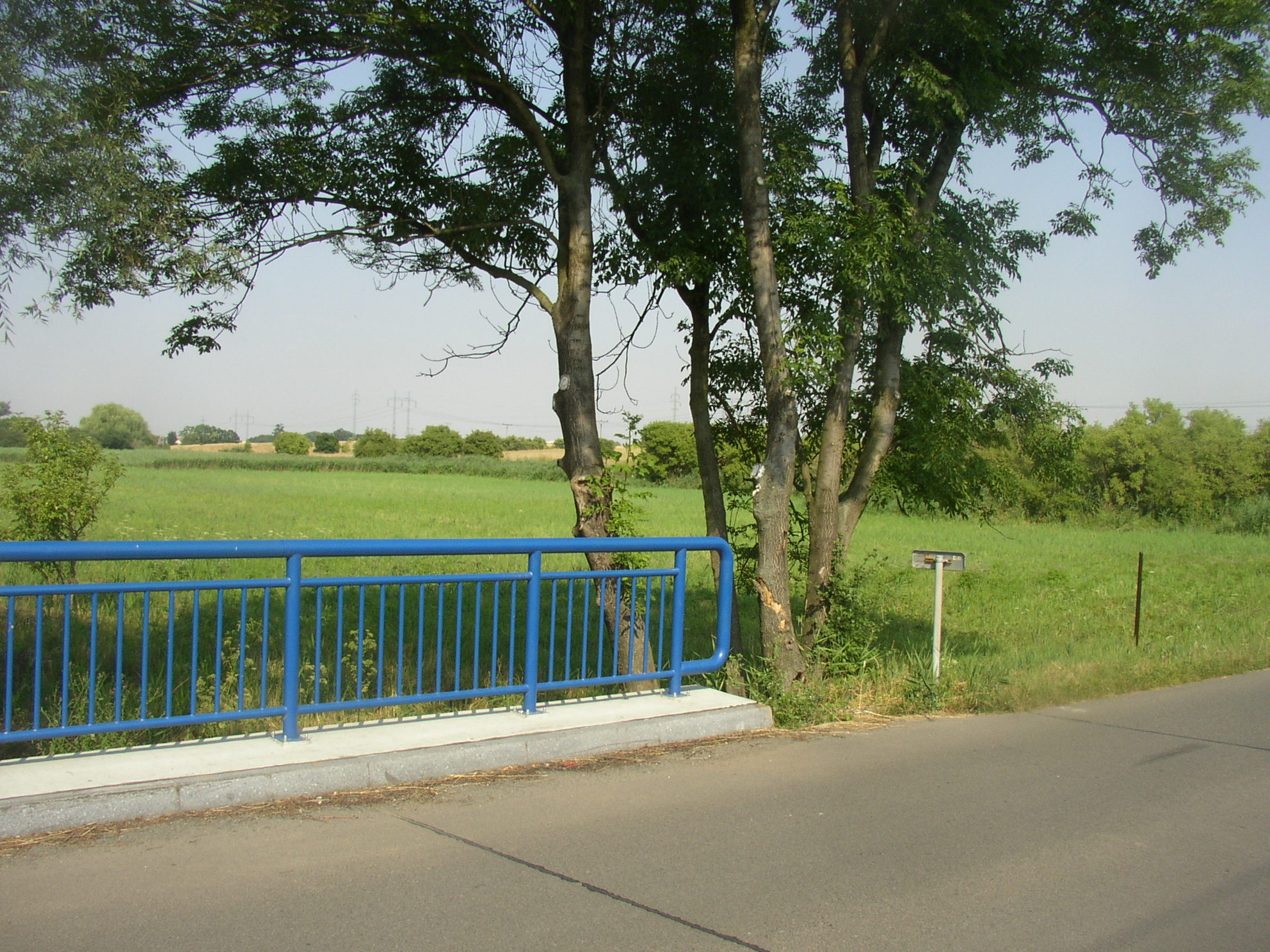
Pohled na PP Pod Šibenicí ze silničního mostku přes Vranský potok